# Écuroduc
Un écuroduc ou écureuilloduc est une construction qui permet aux écureuils, ou à d'autres petits animaux arboricoles comme les martres, de franchir sans risques un obstacle tel qu'une route ou une voie ferrée ou un canal. Physiquement, il s'agit en général d'une simple corde tendue entre deux arbres, mais les écureuils volants (ou des marsupiaux volants) apprennent rapidement à utiliser deux grands poteaux plantés à leur intention de part et d'autre d'une route pour s'élancer de l'un à l'autre et ainsi traverser la route en planant sur au moins 20 m si nécessaire,,,.

## Enjeux
De nombreux animaux, dont les écureuils ou d'autres mammifères planants, sont victimes de la fragmentation écologique de leur territoire, et en particulier d'écrasement ou de collision avec des véhicules, y compris en milieu urbain ou ils refusent de traverser de larges espaces de rupture de la canopée.
Les écureuils s'habituent rapidement à utiliser un tel passage, conforme à leur instinct arboricole.
L'une des premières études prouvant l'utilité de ces dispositifs a été réalisée en Australie au début des années 2010 dans un habitat de l'espèce Petaurus norfolcensis.
Il s'agit de l'une des multiples possibilité de création de corridor biologique, visant à minimiser les effets de fragmentation écologique pour les animaux concernés. L'un des enjeux est d'éviter ou limiter les effets de consanguinité due à l'isolement de petites populations éparpillées, grâce à la restauration de métapopulations

## Exemples d'écureuilloducs

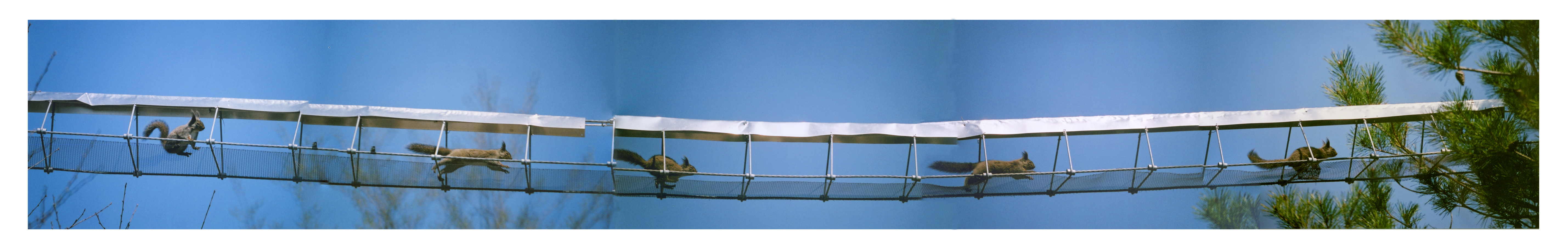
Collage de photos montrant un écureuil empruntant un écureuilloduc (ici au Japon)

Ci-dessous, exemples de reconnexions écologiques réalisés pour l'écureuil commun en Europe ou d'autre espèce en Amérique du Nord (écureuil gris, devenu espèce invasive en Europe où il a été introduit).
Cliquer sur les images pour les agrandir.
| Image | Pays        | Dénomination / Lieu                                       | Année      | Type/Nombre                                            | Informations                                                                       |
| ----- | ----------- | --------------------------------------------------------- | ---------- | ------------------------------------------------------ | ---------------------------------------------------------------------------------- |
|       | États-Unis  | Longview (Washington)                                     | 1963       | Pont suspendu                                          | Nommé Nutty Narrows Bridge,                                                        |
|       | États-Unis  | 1318 Kessler Boulevard, Longview, Washington              | 2011       |                                                        | Nommé "Bruce Kamp Bridge"                                                          |
|       | États-Unis  | Nichols Boulevard, Longview (Washington)                  | 2012       | Pont suspendu/câbles                                   | Nommé the "John R. Dick Bridge"                                                    |
|       | États-Unis  | Louisiana Street at 23rd Avenue, Longview (Washington)    | 2014       | Pont couvert                                           | Nommé the "OBEC Bridge"                                                            |
|       | États-Unis  | Kessler Boulevard near 24th Avenue, Longview (Washington) | 2015       |                                                        | Nommé "Safety Awareness Bridge" (Pont de sensibilisation à la sécurité)            |
|       | Belgique    | Bruxelles, Ring 0                                         | 2013,      | Cordes/filets et tubes en acier attachés à un portique |                                                                                    |
|       | Belgique    | Brecht (Belgique), Andrélaan                              | 2013       | Pont à double corde                                    |                                                                                    |
|       | France      | La Rochelle, parc Franck-Delmas/parc d'Orbigny            | 2012       | Pont de corde                                          | „Écureuilloduc“                                                                    |
|       | Pays-Bas    | Rijksweg 12, Kilometer 73,90                              | 2012       |                                                        |                                                                                    |
|       | Pays-Bas    | La Haye, Benoordenhoutseweg                               | 2012,      |                                                        | A camera monitoring the bridge has shown that squirrels largely ignore the bridge. |
|       | Pays-Bas    | Amsterdam, Europaboulevard in Amstelpark                  | 2011/2012, | Cordes parallèles reliées à un filet.                  |                                                                                    |
|       | Pays-Bas    | Ruremonde, Heinsbergerweg                                 | 2013       |                                                        |                                                                                    |
|       | Allemagne   | Berlin-Friedrichshagen, Müggelseedamm                     | 2014       | Pont de corde                                          |                                                                                    |
|       | Allemagne   | Vlotho, Burgstraße                                        | 2012,      | Pont de corde                                          |                                                                                    |
|       | Royaume-Uni | Écosse, Aberdeen                                          | 2008       |                                                        |                                                                                    |
|       | Royaume-Uni | Angleterre, près de Formby                                | 2004       | Pont de corde                                          |                                                                                    |